# Campeonato Mundial de Atletismo de 2022 - Salto em distância feminino
A competição do salto em distância feminino no Campeonato Mundial de Atletismo de 2022 foi realizada no estádio Hayward Field, em Eugene, nos Estados Unidos, nos dias 23 e 24 de julho de 2022.

## Recordes
Antes da competição, os recordes eram os seguintes:
| Recorde mundial                               | Galina Chistyakova (URS)   | 7.52 | São Petersburgo, União Soviética | 11 de junho de 1988   |
| Recorde do campeonato                         | Jackie Joyner-Kersee (USA) | 7.36 | Roma, Itália                     | 4 de setembro de 1987 |
| Melhor marca do ano                           | Brooke Buschkuehl (AUS)    | 7.13 | Chula Vista, Estados Unidos      | 9 de julho de 2022    |
| Recorde da África                             | Ese Brume (NGR)            | 7.17 | Chula Vista, Estados Unidos      | 29 de maio de 2019    |
| Recorde da Ásia                               | Yao Weili (CHN)            | 7.01 | Jinan, China                     | 5 de junho de 1993    |
| Recorde da América do Norte, Central e Caribe | Jackie Joyner-Kersee (USA) | 7.49 | Nova York, Estados Unidos        | 22 de maio de 1994    |
| Recorde da América do Norte, Central e Caribe | Jackie Joyner-Kersee (USA) | 7.49 | Sestriere, Itália                | 31 de julho de 1994   |
| Recorde da América do Sul                     | Maurren Higa Maggi (BRA)   | 7.26 | Bogotá, Colômbia                 | 26 de junho de 1999   |
| Recorde da Europa                             | Galina Chistyakova (URS)   | 7.52 | São Petersburgo, União Soviética | 11 de junho de 1988   |
| Recorde da Oceania                            | Brooke Buschkuehl (AUS)    | 7.13 | Chula Vista, Estados Unidos      | 9 de julho de 2022    |

## Medalhistas
| Ouro                  | Prata           | Bronze                 |
| Malaika Mihambo (GER) | Ese Brume (GRE) | Leticia Oro Melo (BRA) |

## Tempo de qualificação
| Tempo de qualificação |
| --------------------- |
| 6.82 m                |

## Calendário
| Data        | Horário | Fase         |
| ----------- | ------- | ------------ |
| 23 de julho | 12:00   | Qualificação |
| 24 de julho | 17:50   | Final        |

Todos os horários estão no horário local (UTC-7)

## Resultados

### Qualificação
Qualificação: 6,75 m (Q) ou as 12 melhores performances (q). 
| Pos. | Grupo | Atleta                | Nacionalidade     | Tentativa | Tentativa | Tentativa | Marca | Notas |
| Pos. | Grupo | Atleta                | Nacionalidade     | 1         | 2         | 3         | Marca | Notas |
| ---- | ----- | --------------------- | ----------------- | --------- | --------- | --------- | ----- | ----- |
| 1    | A     | Quanesha Burks        | Estados Unidos    | 6.57      | 6.66      | 6.86      | 6.86  | Q,    |
| 2    | B     | Malaika Mihambo       | Alemanha          | 6.84      |           |           | 6.84  | Q     |
| 3    | A     | Ese Brume             | Nigéria           | 6.49      | x         | 6.82      | 6.82  | Q     |
| 4    | B     | Maryna Bekh-Romanchuk | Ucrânia           | 6.81      |           |           | 6.81  | Q     |
| 5    | A     | Khaddi Sagnia         | Suécia            | 6.78      |           |           | 6.78  | Q     |
| 6    | A     | Brooke Buschkuehl     | Austrália         | 6.76      |           |           | 6.76  | Q     |
| 7    | B     | Tiffany Flynn         | Estados Unidos    | 6.73      | 6.47      | x         | 6.73  | q     |
| 8    | B     | Ruth Usoro            | Nigéria           | x         | 6.25      | 6.69      | 6.69  | q     |
| 9    | B     | Jazmin Sawyers        | Grã-Bretanha      | x         | 6.48      | 6.68      | 6.68  | q,    |
| 10   | A     | Lorraine Ugen         | Grã-Bretanha      | 6.32      | 6.68      | -         | 6.68  | q     |
| 11   | B     | Ivana Vuleta          | Sérvia            | x         | x         | 6.65      | 6.65  | q     |
| 12   | B     | Leticia Oro Melo      | Brasil            | x         | x         | 6.64      | 6.64  | q,    |
| 13   | A     | Jasmine Moore         | Estados Unidos    | 6.60      | 6.44      | 6.36      | 6.60  |       |
| 14   | A     | Larissa Iapichino     | Itália            | x         | x         | 6.60      | 6.60  |       |
| 15   | A     | Evelise Veiga         | Portugal          | 6.54      | 6.41      | x         | 6.54  |       |
| 16   | A     | Fátima Diame          | Espanha           | 6.54      | x         | x         | 6.54  |       |
| 17   | B     | Christabel Nettey     | Canadá            | 6.47      | 6.45      | 6.50      | 6.50  |       |
| 18   | B     | Deborah Acquah        | Gana              | x         | x         | 6.46      | 6.46  |       |
| 19   | B     | Tyra Gittens          | Trinidad e Tobago | 6.22      | 6.44      | x         | 6.44  |       |
| 20   | B     | Sumire Hata           | Japão             | x         | 6.39      | 6.38      | 6.39  |       |
| 21   | A     | Eliane Martins        | Brasil            | 6.06      | x         | 6.33      | 6.33  |       |
| 22   | A     | Chanice Porter        | Jamaica           | x         | 6.29      | x         | 6.29  |       |
| 23   | A     | Merle Homeier         | Alemanha          | 6.09      | x         | x         | 6.09  |       |
| 24   | B     | Samantha Dale         | Austrália         | x         | 6.04      | x         | 6.04  |       |
| 25   | A     | Claire Azzopardi      | Malta             | 5.74      | 5.79      | 5.68      | 5.79  |       |
|      | B     | Filippa Fotopoulou    | Chipre            | x         | x         | x         | NM    |       |
|      | A     | Milica Gardašević     | Sérvia            | x         | x         | x         | NM    |       |
|      | B     | Marthe Koala          | Burquina Fasso    |           |           |           |       | DNS   |

### Final
A final ocorreu dia 24 de julho às 17:50. 
| Pos.              | Atleta                | Nacionalidade  | Tentativa | Tentativa | Tentativa | Tentativa | Tentativa | Tentativa | Marca | Notas                |
| Pos.              | Atleta                | Nacionalidade  | 1         | 2         | 3         | 4         | 5         | 6         | Marca | Notas                |
| ----------------- | --------------------- | -------------- | --------- | --------- | --------- | --------- | --------- | --------- | ----- | -------------------- |
| Medalha de ouro   | Malaika Mihambo       | Alemanha       | x         | x         | 6.98      | 7.09      | x         | 7.12      | 7.12  | Recorde da temporada |
| Medalha de prata  | Ese Brume             | Nigéria        | 6.61      | 6.88      | 7.02      | 6.86      | x         | 6.91      | 7.02  | Recorde da temporada |
| Medalha de bronze | Leticia Oro Melo      | Brasil         | 6.89      | x         | x         | x         | x         | x         | 6.89  | Recorde pessoal      |
| 4                 | Quanesha Burks        | Estados Unidos | 6.46      | 6.88      | 6.50      | 6.46      | 6.48      | 6.45      | 6.88  | Recorde da temporada |
| 5                 | Brooke Buschkuehl     | Austrália      | 6.57      | 6.87      | x         | x         | 6.77      | x         | 6.87  |                      |
| 6                 | Khaddi Sagnia         | Suécia         | x         | 6.69      | 4.56      | 6.66      | 6.87      | x         | 6.87  |                      |
| 7                 | Ivana Vuleta          | Sérvia         | x         | 6.67      | x         | 6.84      | 6.84      | 6.75      | 6.84  |                      |
| 8                 | Maryna Bekh-Romanchuk | Ucrânia        | 6.79      | x         | x         | x         | x         | 6.82      | 6.82  |                      |
| 9                 | Jazmin Sawyers        | Grã-Bretanha   | 6.62      | 6.50      | 6.56      |           |           |           | 6.62  |                      |
| 10                | Lorraine Ugen         | Grã-Bretanha   | x         | 6.53      | x         |           |           |           | 6.53  |                      |
| 11                | Ruth Usoro            | Nigéria        | 6.50      | 6.52      | 6.31      |           |           |           | 6.52  |                      |
| 12                | Tiffany Flynn         | Estados Unidos | 6.48      | x         | x         |           |           |           | 6.48  |                      |

Legenda
| Recorde mundial       | Recorde mundial (World record)               |                       | Recorde africano                      | Recorde africano (African) |                                           | Q | Classificado por posição (Qualified) |
| Recorde do campeonato | Recorde do campeonato (Championship record)  | Recorde da América    | Recorde da América (Americas)         | q                          | Classificado por melhor tempo (Qualified) |   |                                      |
| Melhor marca do ano   | Melhor marca do ano (World leading)          | Recorde asiático      | Recorde asiático (Asian)              | DNS                        | Não largou (Did not start)                |   |                                      |
| Recorde nacional      | Recorde nacional (National record)           | Recorde europeu       | Recorde europeu (European)            | DNF                        | Não terminou (Did not finish)             |   |                                      |
| Recorde pessoal       | Recorde pessoal do atleta (Personal best)    | Recorde da Oceania    | Recorde da Oceania (Oceania)          | DSQ / DQ                   | Desclassificado (Disqualified)            |   |                                      |
| Recorde da temporada  | Recorde da temporada do atleta (Season best) | Recorde sul-americano | Recorde sul-americano (South America) | NM                         | Sem marca (No mark)                       |   |                                      |